# قرية خوز
قرية خوز قرية ريفية تقع في قضاء أبو الخصيب في محافظة البصرة جنوب العراق يمر فيها العديد من الأنهار اشهرها نهر خوز والذي تشتهر القرية باسمه وكذلك تشتهر بصناعة حلاوة النهر خوز.